# Macrocneme cabimensis
Macrocneme cabimensis är en fjärilsart som beskrevs av Dyar. Macrocneme cabimensis ingår i släktet Macrocneme och familjen björnspinnare. Inga underarter finns listade i Catalogue of Life.